# Cimalmotto
Cimalmotto è una frazione del comune svizzero di Campo, nel Canton Ticino (distretto di Vallemaggia).

## Geografia fisica
Cimalmotto sorge a 1 405 m s.l.m. nell'alta valle Rovana, una laterale di destra della Vallemaggia. La località è meta di turismo escursionistico sulle vette circostanti.

## Storia
L'insediamento fu fondato da pastori e agricoltori d'alta montagna. Già comune autonomo, all'inizio del XIX secolo è stato accorpato al comune di Campo assieme all'altro comune soppresso di Niva.

## Monumenti e luoghi d'interesse
- Chiesa della Beata Vergine Assunta, attestata dal 1597[senza fonte] e parrocchiale dal 1767[1];
- Cappella di San Luigi Gonzaga, eretta nel XIX, con portico e dipinto murale di Ugo Zaccheo del 1958 raffigurante la Madonna col Bambino e san Luigi Gonzaga[senza fonte];
- Case alpine tipiche nel nucleo storico, con zoccolo in muratura e alzate in legno denominate "torbe"[senza fonte];
- Antico forno a legna nel centro storico, utilizzato tuttora per cuocere il pane[senza fonte];
- Alpe di Quadrella di Fuori, a 1 791 m s.l.m., attivo fino agli anni 2000, sul sentiero che collega Bosco Gurin a Cimalmotto[senza fonte];
- Alpe di Magnello o Matignello, a 1 808 m s.l.m.[senza fonte];
- Alpe di Sfille, a 1 666 m s.l.m., presso il lago Sfille[senza fonte].